# Clärchens Ballhaus

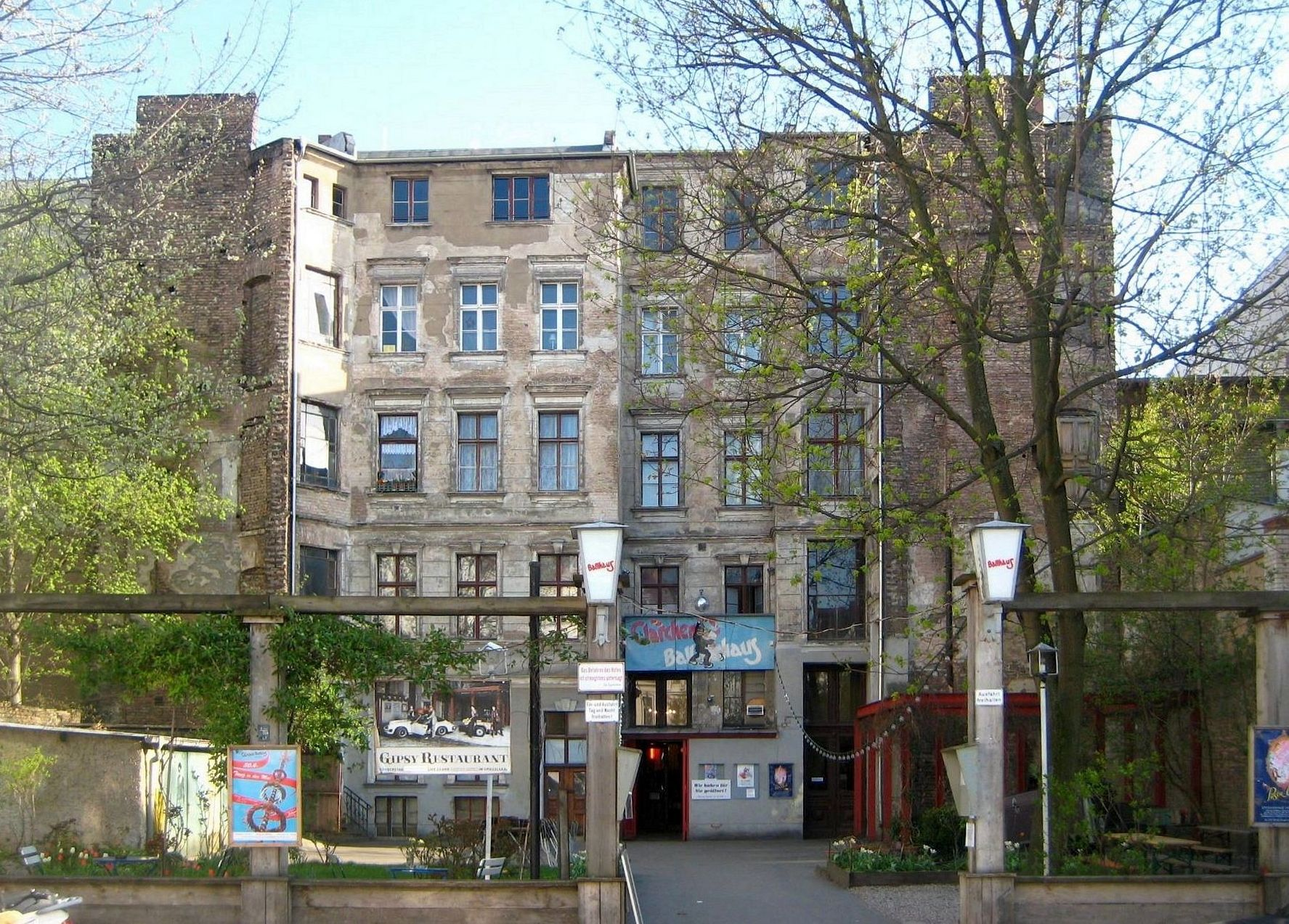
Clärchens Ballhaus. Danslokalen ligger i det gamla gårdshuset, medan det ursprungliga huset mot gatan förstördes under andra världskriget och aldrig återuppbyggdes.

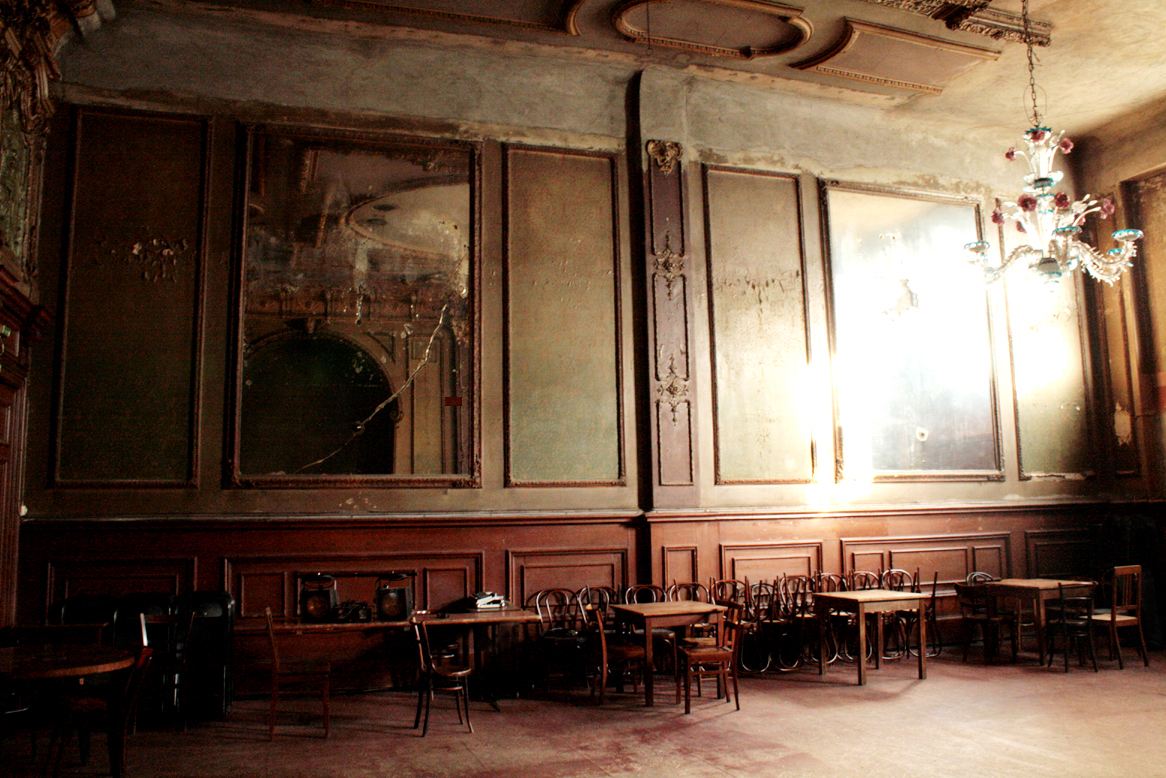
Spegelsalen

Clärchens Ballhaus är en känd danslokal med restaurang i Berlin, belägen på Auguststrasse i det kulturminnesmärkta området Spandauer Vorstadt i stadsdelen Mitte.
Lokalen öppnades 1913 av Clara "Clärchen" Bühler (1886–1971) och hennes man Fritz Bühler (1862–1929), och Clara drev lokalen som privatägd danslokal fram till 1967 även under Östberlinepoken. Hennes ättlingar drev lokalen fram till 2003, då verksamheten såldes vidare. Huset förstördes delvis under andra världskriget, men danslokalerna har fortfarande en huvudsakligen oförändrad inredning sedan öppnandet 1913. Lokalen är sedan 1980-talet välkänd i Tyskland och har flera gånger använts vid inspelningar av dokumentärer och spelfilmer, bland andra Stauffenberg (2004) och Inglourious Basterds (2009).